# Kabala, Estonia
Kabala (în germană Kabbal) este un sat situat în partea de sud a regiunii Järva, Estonia. Aparține de comuna Türi. La recensământul din 2000 localitatea avea 372 locuitori. Localitatea a fost locuită de germanii baltici.